# Microcycas calocoma
Microcycas calocoma è una cicade della famiglia delle Zamiaceae, nativa di Cuba. È l'unica specie del genere Microcycas.

## Descrizione

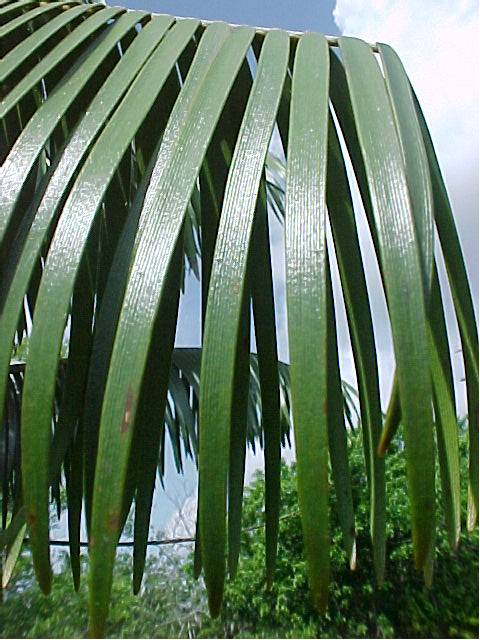
Foglie

Ha un tronco eretto, non ramificato, alto sino a 10 m, di 50–60 cm di diametro.
Le foglie, disposte a corona all'apice del fusto, sono pennate, lunghe 0.6-1.2 m, e appaiono troncate all'apice; hanno un breve picciolo, privo di spine. Le foglioline, lanceolate, lunghe 15–25 cm, hanno margine intero e si ripiegano ad angolo acuto al di sotto del piano del rachide. 
I coni maschili sono cilindrici, peduncolati, lunghi 25–30 cm, di colore giallo-bruno, densamente pubescenti. I coni femminili, anch'essi di forma cilindrica e di colore giallastro,  sono lunghi 50–90 cm e larghi 15 cm. Gli sporofilli hanno una caratteristica protuberanza apicale arrotondata.
I semi sono ovoidali, lunghi 3.5–4 cm e 2-2.5 cm di diametro, sono di colore rosa o rosso

## Tassonomia
Fu originariamente descritta come Zamia calocoma dal botanico olandese Friedrich Anton Wilhelm Miquel nel 1851. Fu in seguito Alphonse de Candolle, nel 1868, a stabilire che si trattava dell'unica specie di un genere a sé stante, il genere  Microcycas.
L'analisi cladistica dei dati morfologici e cariologici, nonché le analisi dei sequenziamento del DNA,  rivelano che il genere Microcycas (sottotribù Microcycadinae) è strettamente imparentato con il genere Zamia.

## Distribuzione e habitat
È una specie evolutasi nell'habitat antillano in condizioni di estremo isolamento; è endemica della provincia di Pinar del Río, nella parte occidentale di Cuba.
In natura ne esistono meno di un migliaio di esemplari, concentrati nei pressi del villaggio di San Andrés de Caiguanabo, nella cordigliera di Guaniguanico, tra i 50 e i 250 m di altezza s.l.m.

## Conservazione
È considerata una specie in pericolo critico di estinzione (Critically Endangered), sia per la fragilità dell'ecosistema in cui risiede, sia per problemi di riproduzione, dovuti verosimilmente alla rarefazione, causata dall'uso di insetticidi, del coleottero impollinatore Pharaxonotha esperanzae.